# Jadon Wuilliez
Jadon Wuilliez (geb. 13. Juni 2002) ist ein antiguanischer Schwimmer. Er trat bei den Commonwealth Games 2018 in Sydney und den Olympischen Sommerspielen 2024 in Paris an.

## Karriere
Im Wettbewerb über 100 m Brustschwimmen bei den Olympischen Spielen 2024 schwamm er auf Rang 26. Bereits zuvor war er seit 2017 bei den Jugendweltmeisterschaften (2017 in USA und 2019 in Ungarn) angetreten und 2018 bei den Commonwealth Games über 50 m Schmetterling auf Platz 15 geschwommen. Außerdem hatte er 2019 an nationalen Wettbewerben in England und Wales (Swansea) teilgenommen, als er am Plymouth College in England war. 2021 nahm er an den Kurzbahnweltmeisterschaften 2021 in Abu Dhabi teil und 2023 an den Weltmeisterschaften in Fukuoka. 
Er studiert an der Texas Christian University, wo er verschiedene Schulrekorde hält. Außerdem hat er 2024 an den Weltmeisterschaften in Doha teilgenommen und den Zentralamerika- und Karibikmeisterschaften 2023 und 2024.